# Matoaka, West Virginia
Matoaka, West Virginia (енгл. Matoaka) град је у америчкој савезној држави Западна Вирџинија.

## Демографија
По попису из 2010. године број становника је 227, што је 90 (-28,4%) становника мање него 2000. године.
| Група             | 2000.       | 2010.       |
| Белци             | 313 (98,7%) | 224 (98,7%) |
| Афроамериканци    | 0 (0,0%)    | 1 (0,4%)    |
| Азијати           | 1 (0,3%)    | 2 (0,9%)    |
| Хиспаноамериканци | 0 (0,0%)    | 0 (0,0%)    |
| Укупно            | 317         | 227         |